# Os Levitas
Os Levitas, também conhecidos como Irmãos Levitas, é uma dupla brasileira de música sertaneja, com influências pentecostais, formada em 1997 pelos irmãos Flávio e Hélio. Com um total de 15 CDs e 3 coletâneas lançados, a dupla prossegue sendo uma das maiores referências no sertanejo evangélico do Brasil

## História

### Início da carreira
No ano de 1997, nasceu a dupla Irmãos Levitas, também conhecidos como Os Levitas. 
O primeiro álbum, Gemido da Alma, ultrapassou a marca de um milhão de cópias vendidas e tornou a dupla conhecida em todo o Brasil e em parte do exterior.
Em 2000 lançam o segundo álbum intitulado O Caroneiro, a canção O Homem das Mãos Furadas  emplacou o sucesso da dupla. 

### Mudanças na Formação
Em 2009, a dupla passou por uma mudança, substituindo o segundo vocalista, Hélio, por Nelson. Hélio iniciava uma carreira solo. Da nova formação, nascem os trabalhos 100% Vitória (2009) e Dia do Milagre (2010) e Privilegiado (2012) lançados pela gravadora Praise Records, depois de gravar os três álbuns com a dupla, Nelson não renovou seu contrato.
Em 2012, completando 16 anos de carreira, a dupla revive sua formação original e assina com a gravadora Patmos Music, gravadora ligada à Assembleia de Deus, a qual são membros. 
No ano de 2014, Flávio assina com a gravadora Som Livre e lança seu álbum solo chamado “Ele não Abriu mão” que traz 10 faixas assinadas pelo próprio cantor e com produção musical de Ronaldo Rodrigues de Souza e Melk Carvalhêdo.

### Atualidade
Em 2017, Flávio se junta ao seu filho Kaique na segunda voz e grava um novo álbum.Atualmente, trabalham na divulgação na divulgação do álbum     Os Levitas Acústico nas plataformas digitais.  

## Discografia

### Álbuns de estúdio
- Gemido de Alma (1999)
- O Caroneiro (2000)
- Sapateando na Brasa (2001)
- Romântico D+ (2001)
- Louva Viola (2001)
- Viola Ungida (2001)
- Deus do Cristão (2002)
- Nova Unção (2004)
- Por Mil Milhas (2005)
- Puro Romantismo (2007)
- Apaixonados por Jesus (2008)
- 100% Vitória (2009)
- Dia do Milagre (2010)
- Privilegiado (2012)
- Os Levitas Acústico (2017)

### Coletâneas
- Os Melhores dos Irmãos Levitas
- As 20 Melhores
- Em Ritmo Pentecostal